# Chactas ozendai
Espèce
Chactas ozendai est une espèce de scorpions de la famille des Chactidae.

## Distribution
Cette espèce est endémique du département d'Antioquia en Colombie. Elle se rencontre vers Angelópolis.

## Étymologie
Cette espèce est nommée en l'honneur de Paul Ozenda.

## Publication originale
- Lourenço, 1999 : Notes on the scorpions collected during the Fuhrmann's expedition to Colombia and described by Kraepelin. Entomologische Mitteilungen aus dem Zoologischen Museum Hamburg, vol. 13, no 161, p. 123-132 (texte intégral).